# A Granja
A Granja é uma revista brasileira dirigida ao produtor rural e abordando assuntos relacionados com o setor agrícola.   
A revista é editada pela Editora Centaurus, localizada em Porto Alegre, no Rio Grande do Sul, têm circulação nacional e é publicada mensalmente, sendo a mais antiga da área, com setenta e cinco anos de existência.  

## Histórico
Fundada em 1944 pelo jornalista Arthur F. Carneiro, inicialmente era ligada à Federação da Agricultura do Estado do Rio Grande do Sul - Farsul. A proposta de seu fundador é de que essa fosse “a primeira revista rural especializada do Brasil”, tendo como foco editorial os temas relacionados a bovinos de leite, suínos e avicultura, mais especificamente para levar informações aos leitores do Rio Grande do Sul.
A definição “granja” à época era o que de mais moderno existia em tecnologia numa propriedade de leite, aves e suínos. Desde lá a agropecuária brasileira se expandiu em muito, inclusive para outras regiões brasileiras, e foi fielmente seguida pela A Granja. Tanto que o slogan “A Revista Rural a Serviço do Rio Grande do Sul” passou à “Revista Agropecuária do Brasil Sul”, para na sequência se tornar a revista do “Brasil Agrícola”. Hoje, A GRANJA é “Atuante. Atualizada. Agrícola”. 
Entre as revistas comerciais brasileiras em circulação, não apenas as da área agrícola, A Granja é a mais longeva em suas mais de sete décadas de existência. Além da publicação mensal, circula desde 1986 o anuário A Granja do Ano, que é uma versão mais extensa e possui informações relevantes sobre a agricultura no país, além de apresentar novas tendências para o mercado no ano vindouro.
A revista está hospedada em site próprio e também está presente em redes sociais como o Facebook, Instagram, Twitter, LinkedIn e Youtube, além de ter newsletter.
Editora Centaurus
A Editora Centaurus, fundada por Hugo Hoffmann (in memorian), é dirigida pelos diretores-executivos Eduardo Hoffmann e Gustavo Hoffmann, e ainda é responsável pelas revistas AG – A Revista do Criador, dedicada à pecuária, com 22 anos de existência; o anuário Guia do Criador, a A Granja Kids – Turma do Dadico, que já está em seu sétimo ano de circulação e é um revista em quadrinhos ambientada numa fazenda. Além disso, há seis anos a editora também elabora em parceria com a Via Máquinas, uma publicação de máquinas e equipamentos usados denominada  A Granja Usadão. 

A empresa ainda mantém o Rancho Centaurus, propriedade rural para a criação de gado no município de São Francisco de Paula/RS, e a Expogranja, propriedade em Eldorado do Sul/RS, dedicada à agricultura e pecuária.